# Tlell River
Tlell River är ett vattendrag i Kanada.   Det ligger i North Coast Regional District och provinsen British Columbia, i den sydvästra delen av landet, 4 000 km väster om huvudstaden Ottawa.